# Azerbajdzjan i olympiska vinterspelen 2014
Azerbajdzjan deltog vid de olympiska vinterspelen 2014 i Sotji, Ryssland. Azerbajdzjans trupp bestod av två idrottare varav en var man och en var kvinna. Azerbajdzjan deltog endast i alpin skidåkning.

## Resultat

### Alpin skidåkning
- Slalom & Storslalom, Herrar
  - Patrick Brachner -
- Slalom & Storslalom, Damer
  - Gaia Bassani Antivari -

## Resultat

### Konståkning
- Isdans
  - Julia Zlobina & Alexei Sitnikov -